# Recipient a pressió del reactor

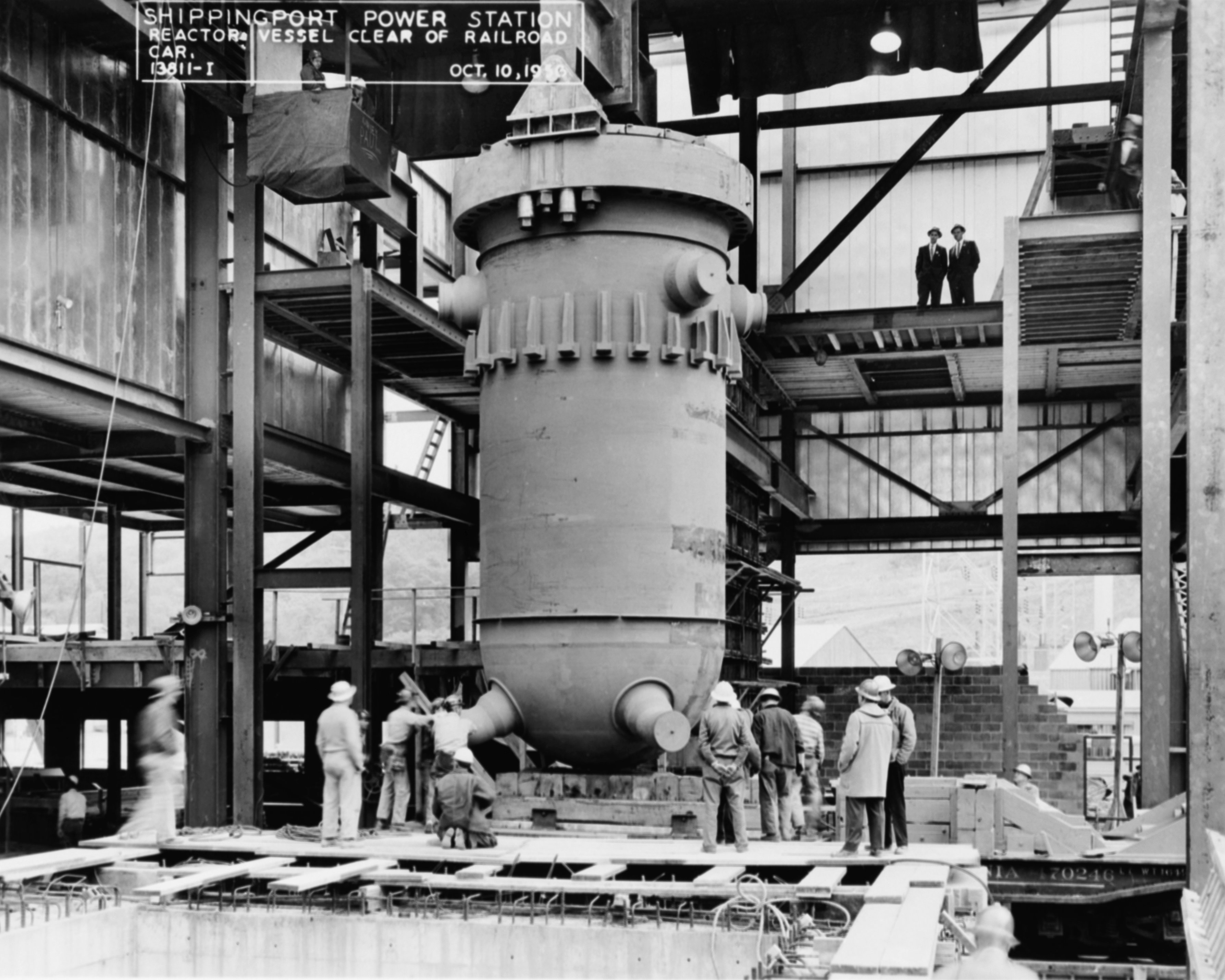
Vaixell del reactor utilitzat a la primera central nuclear comercial dels EUA, la central d'energia atòmica de Shippingport. Foto de 1956.

Un recipient a pressió del reactor (RPV) en una central nuclear és el recipient a pressió que conté el refrigerant del reactor nuclear, la coberta del nucli i el nucli del reactor.

## Classificació dels reactors nuclears
Els reactors RBMK de l'era soviètica russa tenen cada conjunt de combustible tancat en un tub de 8cm de diàmetre en lloc de tenir un recipient a pressió. Tot i que la majoria dels reactors de potència tenen un recipient a pressió, generalment es classifiquen pel tipus de refrigerant més que per la configuració del recipient utilitzat per contenir el refrigerant. Les classificacions són:

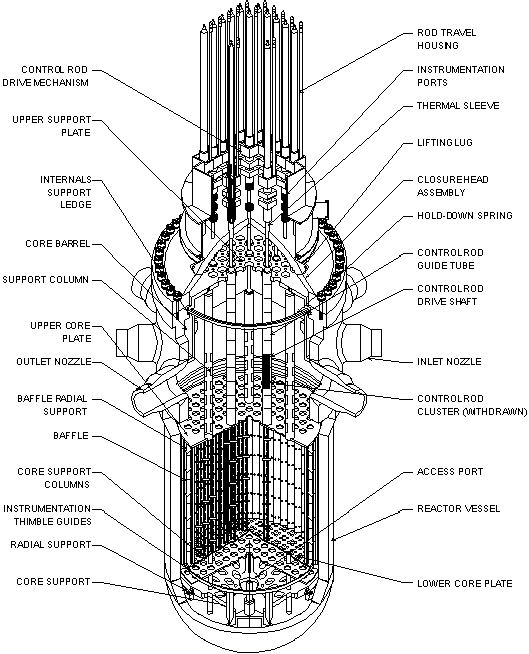
Un RPV típic

- Reactor d'aigua lleugera: inclou el reactor d'aigua a pressió i el reactor d'aigua bullint. La majoria dels reactors nuclears són d'aquest tipus.
- Reactor moderat amb grafit: inclou el reactor de Txernòbil ( RBMK ), que té una configuració de reactor molt inusual en comparació amb la gran majoria de les centrals nuclears de Rússia i d'arreu del món.
- Reactor tèrmic refrigerat per gas: inclou el reactor avançat refrigerat per gas, el reactor de reproducció ràpida refrigerat per gas i el reactor refrigerat per gas d'alta temperatura. Un exemple de reactor refrigerat per gas és el Magnox britànic.
- Reactor d'aigua pesant a pressió: utilitza d'alguna manera aigua pesant o aigua amb una proporció superior a la normal d'isòtop d'hidrogen deuteri. Tanmateix, el D 2 O (aigua pesant) és més car i es pot utilitzar com a component principal, però no necessàriament com a refrigerant en aquest cas. Un exemple de reactor d'aigua pesant és el reactor CANDU del Canadà.
- Reactor refrigerat per metall líquid: utilitza un metall líquid, com ara sodi o un aliatge de plom i bismut per refredar el nucli del reactor.
- Reactor de sal fosa: com a refrigerant s'utilitzen sals, típicament fluorurs dels metalls alcalins i dels metalls alcalinotèrres. El funcionament és similar als reactors refrigerats per metall amb altes temperatures i baixes pressions, reduint la pressió exercida sobre el recipient del reactor en comparació amb els dissenys refrigerats per aigua o per vapor.

De les principals classes de reactors amb un recipient a pressió, el reactor d'aigua a pressió és únic perquè el recipient a pressió pateix una irradiació de neutrons important (anomenada fluència ) durant el funcionament i, com a resultat, pot tornar-se fràgil amb el temps. En particular, el recipient a pressió més gran del reactor d'aigua bullint està millor protegit del flux de neutrons, de manera que encara que és més car de fabricar en primer lloc a causa d'aquesta mida addicional, té l'avantatge de no necessitar recuit per allargar la seva vida útil.
El recuit de recipients de reactors d'aigua a pressió per allargar la seva vida útil és una tecnologia complexa i d'alt valor que estan desenvolupant activament tant els proveïdors de serveis nuclears (AREVA) com els operadors de reactors d'aigua a pressió.

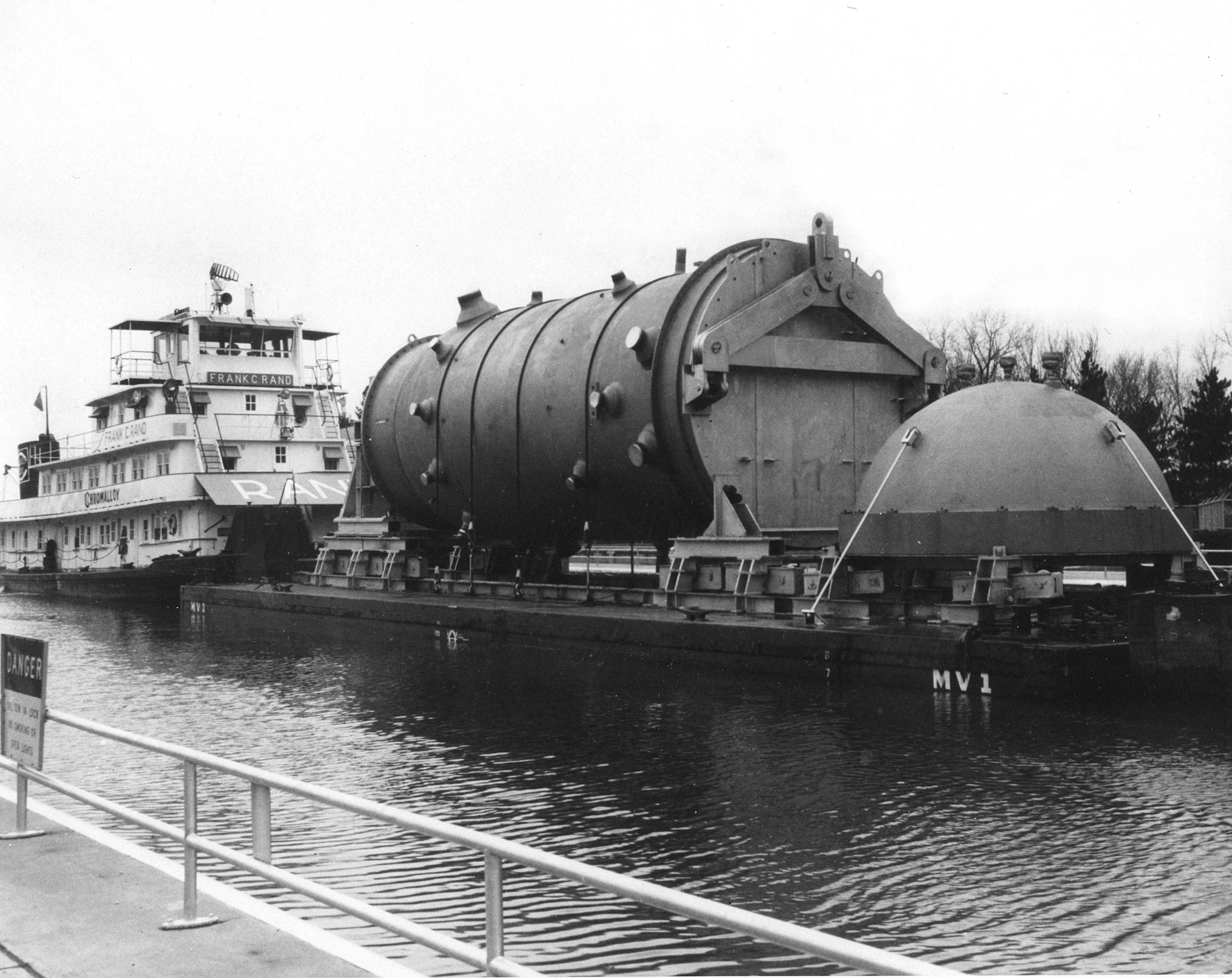
El cos del vaixell del reactor i el cap del vaixell s'envien a la central generadora de Dresden

## Components d'un recipient a pressió d'un reactor d'aigua a pressió
Tots els recipients a pressió dels reactors d'aigua a pressió comparteixen algunes característiques independentment del disseny particular.

### Cos del recipient del reactor
El cos del recipient del reactor és el component més gran i està dissenyat per contenir el conjunt de combustible, el refrigerant i els accessoris per suportar el flux de refrigerant i les estructures de suport. Sol ser de forma cilíndrica i està obert a la part superior per permetre carregar el combustible.

### Cap del recipient del reactor

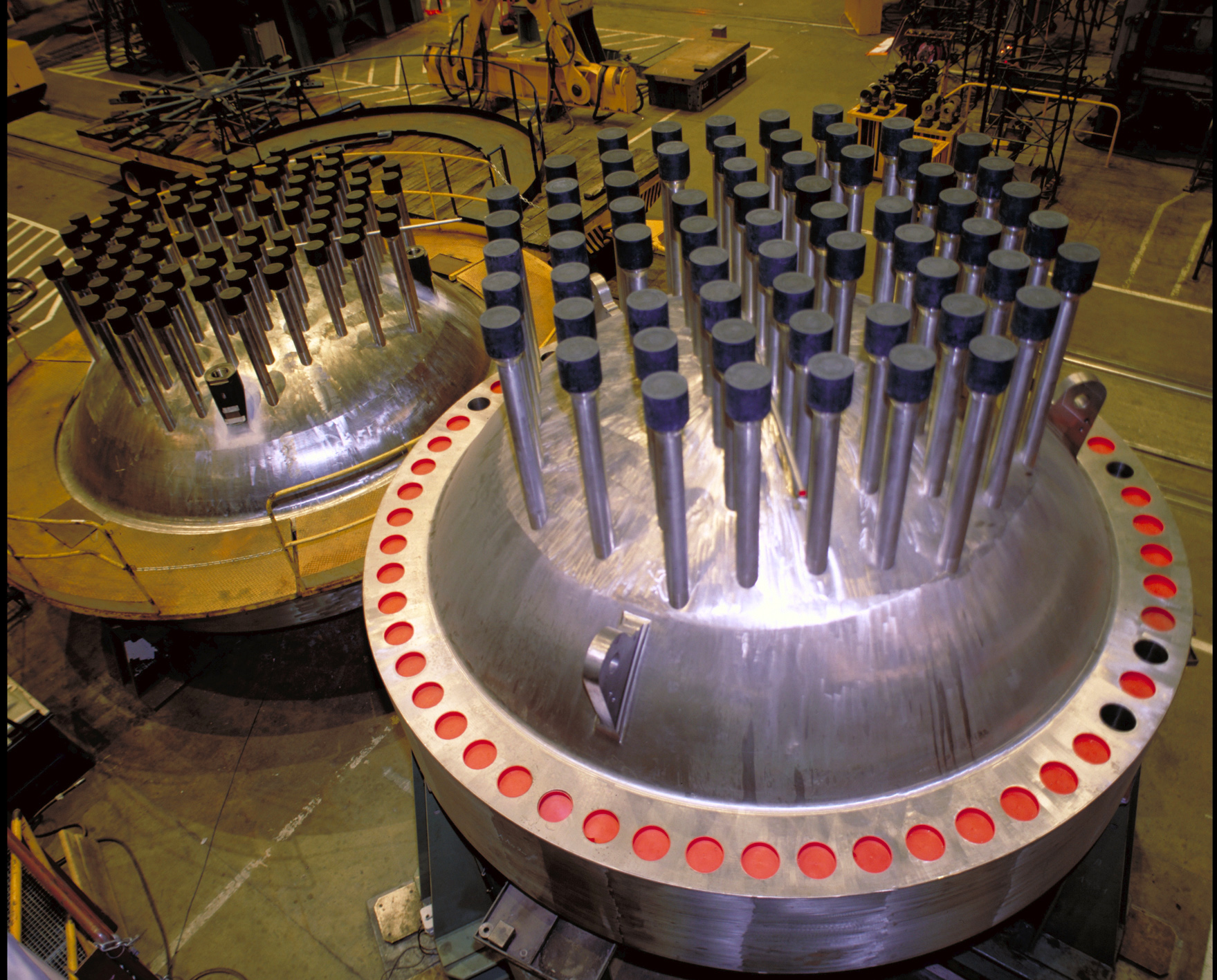
Cap d'un recipient de reactor per a un reactor d'aigua a pressió

Aquesta estructura està unida a la part superior del cos del recipient del reactor. Conté penetracions per permetre que el mecanisme de conducció de la barra de control s'uneixi a les barres de control del conjunt de combustible. La sonda de mesura del nivell de refrigerant també entra al recipient a través del cap del recipient del reactor.

### Muntatge de combustible
Conjunt de combustible del combustible nuclear que normalment consisteix en urani o mescles d'urani-plutoni. En general, és un bloc rectangular de barres de combustible amb reixeta.

### Reflector o absorbent de neutrons
La protecció de l'interior del vaixell dels neutrons ràpids que s'escapen del conjunt de combustible és un escut cilíndric embolicat al voltant del conjunt de combustible. Els reflectors envien els neutrons de nou al conjunt de combustible per utilitzar millor el combustible. L'objectiu principal, però, és protegir el vaixell dels danys induïts per neutrons ràpids que poden fer que el vaixell es fràgil i reduir la seva vida útil.

## Materials
El RPV té un paper crític en la seguretat del reactor PWR i els materials utilitzats han de ser capaços de contenir el nucli del reactor a temperatures i pressions elevades. Els materials utilitzats a la carcassa cilíndrica dels recipients han evolucionat amb el temps, però en general consisteixen en acers ferrítics de baix aliatge revestits amb 3-10 mm d'acer inoxidable austenític. El revestiment d'acer inoxidable s'utilitza principalment en llocs que entren en contacte amb el refrigerant per minimitzar la corrosió. A mitjans de 1960, al cos del vaixell es va utilitzar SA-302, grau B, una placa d'acer de molibdè-manganès. Com que els dissenys canviants requerien recipients a pressió més grans, es va requerir l'addició de níquel a aquest aliatge en aproximadament un 0,4-0,7% en pes per augmentar el límit elàstic. Altres aliatges d'acer comuns inclouen SA-533 Grau B Classe 1 i SA-508 Classe 2. Tots dos materials tenen elements d'aliatge principals de níquel, manganès, molibdè i silici, però aquest últim també inclou un 0,25-0,45% en pes de crom. Tots els aliatges enumerats a la referència també tenen > 0,04% en pes de sofre. Els acers ferrítics NiMoMn poc aliats són atractius per a aquesta finalitat per la seva alta conductivitat tèrmica i la seva baixa expansió tèrmica, propietats que els fan resistents al xoc tèrmic. Tanmateix, a l'hora de considerar les propietats d'aquests acers, s'ha de tenir en compte la resposta que tindrà davant els danys per radiació. A causa de les dures condicions, el material de la carcassa del cilindre RPV és sovint el component que limita la vida útil d'un reactor nuclear. Entendre els efectes que la radiació té sobre la microestructura, a més de les propietats físiques i mecàniques, permetrà als científics dissenyar aliatges més resistents als danys per radiació.

## Fabricants
A causa dels requisits extrems necessaris per construir grans recipients a pressió de reactors d'última generació i el mercat limitat, A Gener 2020, només hi ha un grapat de fabricants al món, inclosos:
- Primeres indústries pesants de la Xina, Erzhong Group, Harbin Electric i Shanghai Electric.
- Framatome de França (antiga Areva)
- La filial del conglomerat indi Larsen & Toubro L&T Special Steels and Heavy Forgings Limited en col·laboració amb Bhabha Atomic Research Center i NPCIL
- Japan's Japan Steel Works i IHI Corporation (en una empresa conjunta amb Toshiba, antiga)
- United Heavy Machinery de Rússia (OMZ-Izhora), ZiO-Podolsk i AEM-Atommash Volgodonsk.
- Grup Doosan de Corea del Sud.
- Regne Unit: Rolls-Royce plc produeix reactors per a submarins de la Royal Navy.